# 寶成企業大樓
寶成企業大樓是一棟位於台灣高雄市前鎮區是摩天辦公大樓。
於1988年开工建设，1991年竣工，是高雄最早的摩天大楼之一。
建筑由台湾建筑师黃永洪設計，總樓地板面積為96,100平方公尺，高度为135公尺 ，包括地上 37 层和地下 5 层。 這棟大樓是寶成建設的總部。英國在台辦事處前身機構——英國貿易文化辦事處的高雄事務組曾設於該大樓的3樓。